# Oligaeschna jungi
Espèce
Oligaeschna jungi est une espèce fossile de libellule du genre Oligaeschna, de la famille des Aeshnidae et de la sous-famille des Aeshninae, dans l'ordre des Odonates.

## Classification
L'espèce Oligaeschna jungi est décrite en 1939 par les paléontologues français Louis Émile Piton (1909-1945) et Nicolas Théobald (1903-1981). 

### Fossiles
Cet holotype, MNHN-LP-R.54920, de l'ère Cénozoïque, et de l'époque Oligocène (33,9 à 23,03 Ma) fait partie des collections du muséum national d'histoire naturelle de Paris et vient de la localité Puy-Saint-Jean sur la commune Mur-sur-Allier dans le Puy-de-Dôme, juste au nord-est du Puy de Mur et à proximité de la rivière l'Allier, moins de un kilomètre.

### Étymologie
L'épithète spécifique jungi signifie en latin « rejoindre ».

## Description

### Caractères
Cette libellule est représentée par trois fragments d'ailes antérieures. Pour le plus grand fragment, le tiers manque. On repère sur l'échantillon la nervure costale (C), la nervure sous-costale (Sc), la nervure radiale (R), l'arculus (A), deux médianes, deux cubitales (Cu). La cubitale antérieure (Cua) se divise un peu au delà de l'arculus pour limiter un espace triangulaire (triangulum). La forme du triangle montre que l'on se trouve en présence du sous-ordre (aujourd'hui infra-ordre) des Anisoptera. Le grand axe du triangle alaire étant orienté parallèlement au bord antérieur des ailes, il s'agit de la famille des Aeschnidae.

### Affinités
Par la disposition des nervures, le fossile se rapproche des Aeschna, Anax, Hemianax et Anaciaeschna. En avant de l'arculus, il y a trois nervures transversales entre C, Sc et R, ce qui correspond au genre Aeschna FABRICIUS, mais les cellules transversales entre Cu et A, situées en avant du triangle sont plus nombreuses sur cet échantillon que chez Aeschna cyanea MÜLLER.

## Biologie
« Les Aeschnidae vivent près des cours d'eau. On les trouve dans toutes les régions du globe. Les Aeschninae dominent dans les régions tropicales. »
La composition de l'ensemble de la faune du Puy-de-Mur rapproche le gisement de celui d'Aix-en-Provence, mélange d'une faune paléarctique et d'une faune subtropicale.

### Ouvrages
- [1937] Nicolas Théobald, « Les insectes fossiles des terrains oligocènes de France 473 p., 17 fig., 7 cartes,13 tables, 29 planches hors texte », Bulletin Mensuel de la Société des Sciences de Nancy et Mémoires de la Société des sciences de Nancy, Imprimerie G. Thomas,‎ 1937, p. 1-473 (ISSN 1155-1119 et 2263-6439, OCLC 786027547). .

### Publication originale
- [1939] L. Piton et N. Théobald, « Poissons, crustacés et insectes fossiles de l'Oligocène du Puy-de-Mur (Auvergne). », Mémoires de la Société des Sciences de Nancy (4),‎ 1939, p. 76-123, 28 fig., 2 pl.